# Chalil (Sultan)

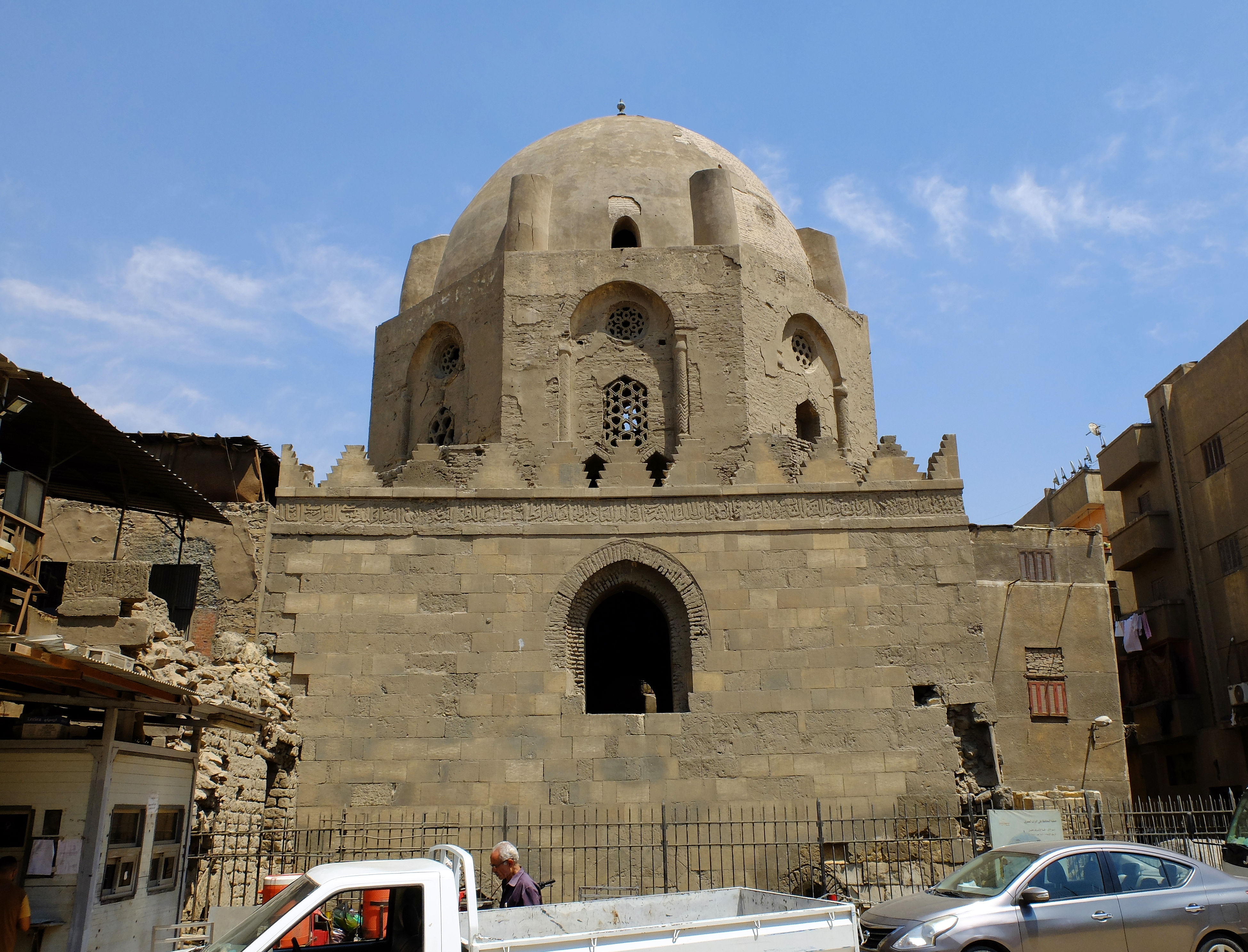
Mausoleum des Chalil in Kairo

Al-Malik al-Aschraf Salah ad-Din Chalil (auch Khalil, arabisch الملك الأشرف صلاح الدين خليل, DMG al-Malik al-Ašraf Ṣalāḥ ad-Dīn Ḫalīl; † Dezember 1293) war ein Sultan der Mamluken in Ägypten (1290–1293) und Herrscher aus der Bahri-Dynastie. Er eroberte die letzten Reste der Kreuzfahrerstaaten in Palästina und Syrien.
Chalil war der Sohn des Sultans Qalawun und wurde nach dem Tod seines älteren Bruders as-Salih Ali im Jahr 1288 zum Vize-Sultan ernannt. Qalawun vertraute ihm nicht und weigerte sich anfangs, den Status seines Sohnes anzuerkennen. Im August 1290 kam es zu einem Massaker an muslimischen Händlern in Akkon durch italienische Kreuzfahrer. Daraufhin verlangte Sultan Qalawun die Auslieferung der beteiligten Kreuzfahrer sowie eine Entschädigungszahlung in Höhe von dreißigtausend venezianischen Zecchinen. Da der Stadtrat Akkons beide Forderungen ablehnte, entschied sich der Sultan, Akkon umgehend anzugreifen. Als er jedoch kurz vor dem Feldzug im November 1290 starb, wurde Chalil zum Sultan ernannt. Chalil setzte als Sultan das Werk seines Vaters fort und brach im März 1291 mit seinem ägyptischen Heer in Kairo auf, das in Syrien um weitere Kontingente verstärkt wurde und eine enorme Größe erreichte. Nach sechswöchiger Belagerung wurde Akkon von der Streitmacht am 18. Mai 1291 erstürmt. Jeder Bewohner, der nicht geflohen war, wurde massakriert. Im August desselben Jahres hatte Chalil schließlich die verbleibenden Kreuzfahrerburgen Tyros, Sidon, Haifa, Tartus und Beirut erobert und kehrte nach Kairo zurück. Damit waren die Kreuzfahrer vollständig aus Palästina und Syrien vertrieben. Aufgrund dieser Siege wurde Chalil als neuer Alexander bezeichnet.
Im Jahr 1292 fiel er mit seiner Streitmacht im Königreich Kleinarmenien ein, wo er nach einmonatiger Belagerung die Burg des armenischen Patriarchen eroberte. Bevor er mit einem zweiten Feldzug die kleinarmenische Hauptstadt Sis bedrohte, erkauften sich die Armenier Frieden, indem sie ihm einige Ländereien abtraten. Neben diesen militärischen Erfolgen konnte er außerdem Handelsbeziehungen zu den Königreichen Zypern, Aragon und Sizilien aufbauen.
Chalil setzte die Politik seines Vaters fort, türkische Mamluken durch kaukasische zu ersetzen, da er Erstere für unloyal hielt. Er ernannte den Araber Ibn al-Salus zum Wesir. Trotz seiner Vorsichtsmaßnahmen wurde Chalil im Dezember 1293 durch seinen türkischen Regenten Baydara ermordet. Baydara rief sich selbst zum Sultan aus, wurde aber sofort von den kaukasischen Mamluken (wahrscheinlich Adygen) getötet. Noch im Jahr 1293 wurde Chalils Bruder al-Malik an-Nasir Muhammad dessen Nachfolger.